# Религия в Картаген
Религията в Картаген е пряко продължение на финикийската политеистична религия в Леванта, със значителни модификации от майчината.

## Ханаанско и финикийско наследство от Тир
виж също Ханаанска митология, Финикийска митология и право на Картаген
Картагенците за разлика от Града-майка Тир спазвали или поне сравнително по-стриктно се придържали към майчината традиция завещана им праотците – Тофета с умилостивяване на Молох чрез принасянето в жертва на дете. Начело на Финикийския пантеон на боговете е Молох, но богинята-майка е водещата фигура във финикийския пантеон – Танит, закрилницата на Картаген с талит. Основната религиозна ос е между мъжкото и женското начало, между сушата и морето (Гад и Ям) и между Слънцето (Баал) и Луната (Танит) /ср. зугот и звезда на Давид/.
Финикийската система на богове и богини е в много голяма степен повлияна и повлияла на много други култури в Средиземноморието. Западносемитската религиозна традиция е пустинна, вероятно от Южна Арабия, но има и един морски бог – Ям. Същевременно притежава една абсолютна уникалност – Баал (виж богоборство). В Стария свят, сред цивилизованите народи подобен феномен няма. Единствено ацтеките в Новия свят имали подобни жертвоприношения посветени на Тецкатлипока („Димящо огледало“, т.е. Сол Инвиктус) и Уитцилопочтли (на войната), като индианците предварително избирали за жертва най-красивия пленник без физически недостатъци и под строга охрана за 20 дни му давали четири красиви „богини“, за живота с които заплащал със своя, а сърцето му поднасяли към Слънцето.
Древноегипетската, вавилонската, асирийската и персийската религия (Зороастризъм) са оказали несъмнено въздействие върху финикийците. Богинята Астарта е била също популярна в космополитната епоха на Картаген, когато си е взаимодействал със съседните цивилизации на Древна Гърция, Древен Египет и етруските.
Жреческата каста е много добре организирана и била бръсната за разлика от тази във водещата западносемитска традиция. В първите векове на основаване на града се е изпълнявал специален ритуал от ритмични танци по старите финикийски традиции.
Античните автори споменават, че в миналото те (картагенците) били свикнали да жертват за този бог най-благородните си синове, но по-скоро някои тайно купени и възпитани деца на роби, които му изпращали в обет като „по(дар)ък“ (курбан).
Според Диодор Сицилийски, "имаше в града им бронзова статуя на Кронос, с разтворени ръце, с длани обърнати нагоре и наклонен към земята, така че всяко едно от децата, когато било поставяно в ръцете му се търкулвало и безпомощно падало в един вид зейнала яма като паст (мангал), изпълнена с огън (геена огнена).
Достоверността на диодоровите истории се оспорва от някои съвременни историци и археолози.  Въпреки това, няколко тофета са точно идентифицирани в пунически Картаген, най-големия от които е наречен „Тофет Саламбо“ и е разкрит през 1921 г. 
Има хипотеза, че останките с прахта в урните намирана в картагенските и финикийските гробища са на кремирани деца, умрели в резултат на естествена смърт, болест и т.н. и по тази причина са били погребвани в места, тофети различни от другите некрополи. 

## Второзаконие
| „ | Разрушете жертвениците им, съборете свещените им стълбове, изгорете обредните им стълбове, отсечете изваяните изображения на техните богове и заличете имената им от това място. | “ |

 (Второзакон. 12:1)

## Съпоставки и аналогии
Интересна е съпоставката на религията на Картаген със зороастризма и неговия дуализъм, храмове и погреби – Ариман, Храм на огъня и кули на мълчанието. 